# T. Davis Bunn
T. Davis Bunn (1952)  is een Amerikaans auteur.
Bunn groeide op in North Carolina. Hij werd internationaal financieel expert en kwam door zijn werk terecht in Europa, Afrika en het Midden-Oosten. Hij woont met zijn vrouw in Oxford. Hij werd benoemd tot Novelist in residence door het Regent's Park College van de Universiteit van Oxford.
Bunn schrijft historische, spannende fictie en legal thrillers, waarbij het christelijk geloof vaak een rol speelt. Een aantal boeken schreef hij samen met de Canadese schrijfster Janette Oke, een aantal andere met zijn vrouw Isabella.  Bunn schreef ook onder het pseudoniem Thomas Locke. Hij werd drie keer onderscheiden met de Christy Award, een prijs die jaarlijks in Amerika wordt uitgereikt voor christelijke fictie. Zijn boeken worden wereldwijd uitgegeven door Bethany House, in Nederland door Callenbach en uitgeverij Kok. 

### Romanseries
- Priceless Collection
  - Florian's Gate (1992)
  - The Amber Room (1992)
  - Winter Palace (1993)
- Rendezvous With Destiny
  - Rhineland Inheritance (1993), vertaald als Erfenis van de oorlog
  - Gibraltar Passage (1994), vertaald als Zoektocht in Gibraltar
  - Sahara Crosswind (1992), vertaald als Woestijnvlucht Malta
  - Berlin Encounter (1995)
  - Istanbul Express (1995)
  - In the Shadows of Victory (1998)
  - A Passage Through Darkness (2000)
- Reluctant Prophet
  - The Warning (1998)
  - The Ultimatum (1999)
- Song of Acadia (met Janette Oke)
  - The Meeting Place (1999)
  - The Sacred Shore (2000)
  - The Birthright (2001)
  - The Distant Beacon (2002)
  - The Beloved Land (2002)
- Heirs of Acadia
  - The Solitary Envoy (2004), met Isabella Bunn
  - The Innocent Libertine (2004)
  - The Noble Fugitive (2005)
  - The Night Angel (2006), met Isabella Bunn
  - Falconer's Quest (2007), met Isabella Bunn

### Overige romans
- The Presence (1990)
- The Maestro (1991)
- Promises to Keep (1991)
- The Quilt (1992)
- Dangerous Devices (1993)
- Riders of the Pale Horse (1994), vertaald als Ruiters op het vale paard
- The Gift (1994)
- Light and Shadow (1995)
- The Messenger (1995)
- The Music Box (1996)
- Return to Harmony (1996), met Janette Oke, vertaald als De weg naar elkaar
- Another Homecoming (1997), met Janette Oke
- Deadly Games (1997)
- One Shenandoah Winter (1998)
- Princess Bella and the Red Velvet Hat (1998)
- Tomorrow's Dream (1998), met Janette Oke
- The Book of Hours (2000)
- The Great Divide (2000), vertaald als De scheidslijn
- The Reluctant Prophet (2001)
- Kingdom Come (2001), met Larry Burkett
- Drummer in the Dark (2001), vertaald als Duister ritme
- Winner Take All (2003), vertaald als Verloren kind
- Elixir (2004)
- The Lazarus Trap (2005)
- Heartland (2006)
- Imposter (2006)
- My Soul to Keep (2007)
- Full Circle (2008)
- All Through the Night (2008)

### Als Thomas Locke
- The Omega Network (1994)
- The Delta Factor (1994)
- To the Ends of the Earth: A Novel of the Byzantine Empire (1995), vertaald als Naar de  einden der aarde
- The Dream Voyagers (1995)
- Path Finder (1995)
- The Aqaba Exchange (1996)
- One False Move (1997)
- Heart Chaser (1997)